# Арока
Арока (порт. Arouca; [ɐ'ɾo(ou)kɐ ]) — посёлок городского типа в Португалии, центр одноимённого муниципалитета в составе округа Авейру. Находится в составе крупной городской агломерации Большой Порту. По старому административному делению входил в провинцию Дору-Литорал. Входит в экономико-статистический субрегион Энтре-Доуру-и-Воуга, который входит в Северный регион. Численность населения — 3,1 тыс. жителей (посёлок), 23,9 тыс. жителей (муниципалитет)а. Занимает площадь 327,99 км².
Покровителем города считается Беата-Мафалда-де-Португал.
Праздник города — 2 мая.

## Расположение
Посёлок расположен в 47 км на северо-восток от административного центра округа — города Авейру.
Муниципалитет граничит:
- на севере — муниципалитеты Каштелу-де-Пайва, Синфайнш
- на востоке — муниципалитеты Каштру-Дайре, Сан-Педру-ду-Сул
- на юге — муниципалитеты Сан-Педру-ду-Сул, Вале-де-Камбра
- на юго-западе — муниципалитет Оливейра-де-Аземейш
- на северо-западе — муниципалитеты Санта-Мария-да-Фейра, Гондомар

## История
Посёлок основан в 1513 году.

## Достопримечательности
- Монастырь Санта-Мария-де-Арока (Mosteiro de Santa Maria de Arouca)
- Часовня Дома Милосердия в Арока (Capela da Santa Casa da Misericórdia)
- Церковь Св. Михаила в Урро (Igreja de São Miguel de Urrô)

## Население
| Численность населения муниципалитета по годам | Численность населения муниципалитета по годам | Численность населения муниципалитета по годам | Численность населения муниципалитета по годам | Численность населения муниципалитета по годам | Численность населения муниципалитета по годам | Численность населения муниципалитета по годам | Численность населения муниципалитета по годам | Численность населения муниципалитета по годам | Численность населения муниципалитета по годам |
| --------------------------------------------- | --------------------------------------------- | --------------------------------------------- | --------------------------------------------- | --------------------------------------------- | --------------------------------------------- | --------------------------------------------- | --------------------------------------------- | --------------------------------------------- | --------------------------------------------- |
| 1801                                          | 1849                                          | 1900                                          | 1930                                          | 1960                                          | 1981                                          | 1991                                          | 2001                                          | 2004                                          | 2006                                          |
| 7072                                          | 11111                                         | 16671                                         | 21433                                         | 26378                                         | 23896                                         | 23894                                         | 24227                                         | 24019                                         | 23874                                         |

## Состав муниципалитета

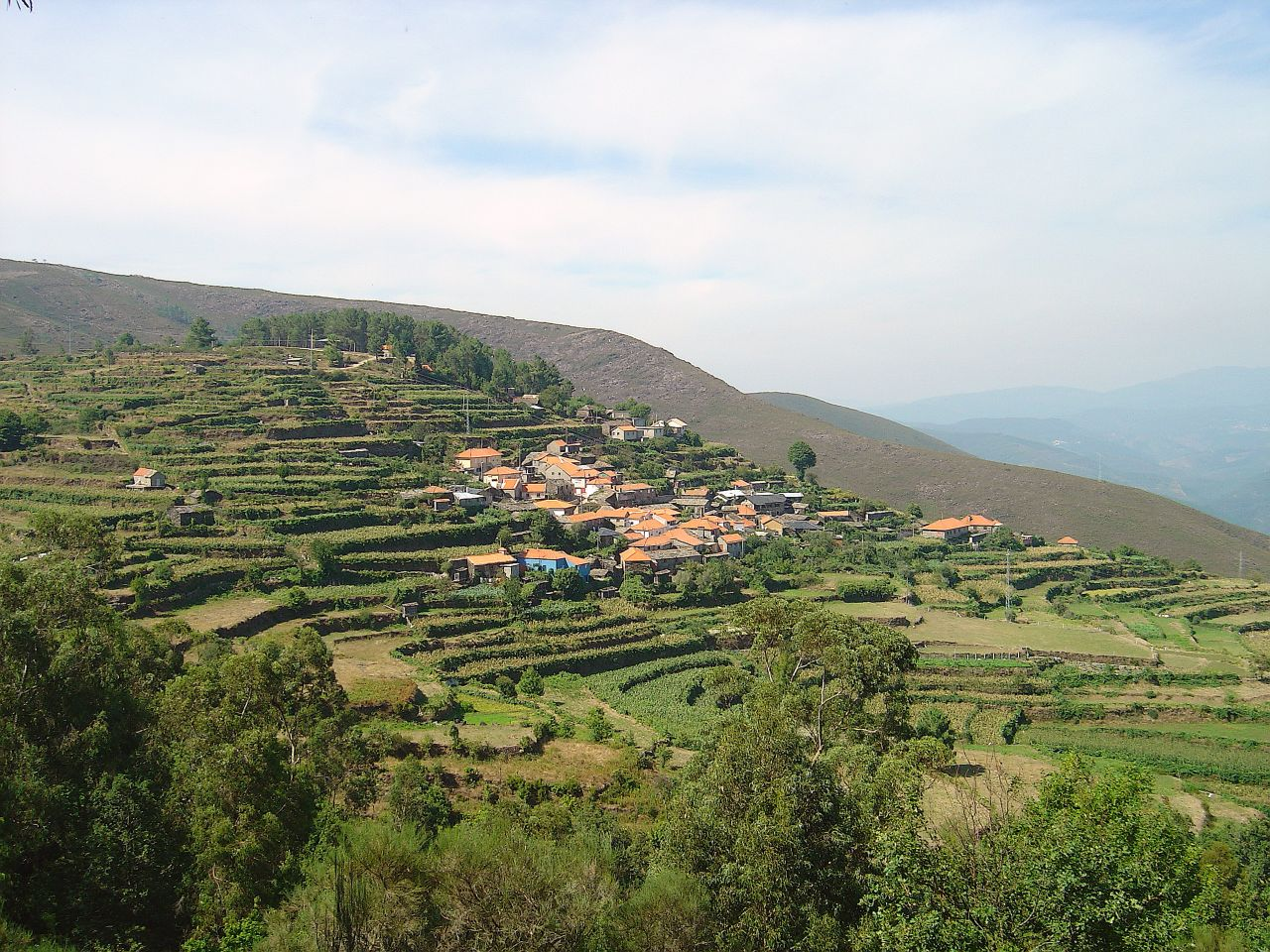

В муниципалитет входят следующие районы:
1. Албергария-да-Серра
2. Алваренга
3. Арока
4. Бургу
5. Кабрейруш
6. Канелаш
7. Шаве
8. Ковелу-де-Пайво
9. Эшкариш
10. Эшпиунка
11. Фермеду
12. Жанарде
13. Мансореш
14. Молдеш
15. Россаш
16. Санта-Эулалия
17. Сан-Мигел-ду-Мату
18. Тропесу
19. Урро
20. Варзеа